# 廣池康志郎
廣池 康志郎（ひろいけ こうしろう、2002年9月16日 - ）は、宮崎県都城市出身のプロ野球選手（投手）。右投左打。千葉ロッテマリーンズ所属。

## 経歴

### プロ入り前
小学校3年生のときに野球を始めた。
都城農業高校では2年時に遊撃手から投手へ転向した。2年夏の宮崎大会では全3試合に登板したが、都城東との3回戦で敗退。3年夏は新型コロナウイルスの影響で甲子園大会およびその出場権を懸けた地方大会が中止となり、独自代替大会（宮崎）では1回戦敗退であったが、最速142km/hを計測した。高校卒業後は、小学生の頃から憧れを抱いていた畜産業（詳細後述）を専門的に学ぶため、東海大学農学部応用動物科学科に入学した。
東海大学では九州キャンパス硬式野球部で野球を続け、農学部の実習も多かったが、野球と両立した。大学入学後もまだ身長（骨）が伸びていたこともあって、高い負荷のトレーニングが行えなかったが、1日約1時間のストレッチを行うなど、身体づくりに取り組むと、3年時から主戦投手となった。4年春は新型コロナウイルス感染と右肩痛で熊本地区予選は1登板、南部ブロック決勝リーグでは未登板であったが、チームは7年ぶりに全日本大学選手権へ出場。同選手権では中部学院大学との1回戦で敗退したが、廣池は5回2失点で復調の投球を見せた。4年秋の南部ブロック決勝リーグでは1回戦で最速153km/hを計測した。
2024年10月24日に開催されたドラフト会議にて、千葉ロッテマリーンズから5位指名を受けた。11月23日には契約金4000万円・年俸800万円（いずれも金額は推定）で仮契約を締結。12月4日に新入団選手発表会が行われ、背番号は64と発表された。担当スカウトは有吉優樹。

## 選手としての特徴
ノーワインドアップから柔軟性を生かして左足を高く上げ、テイクバックでは身体が後傾し、豪快に右腕を振る躍動感ある投球フォームが特徴。
ストレートは最高回転数が2500rpmを超え、最速は153km/hを計測。変化球はスライダー、カットボール、チェンジアップ、スプリット、カーブを投げ分ける。

## 人物
愛称は名前の「康志郎（こうしろう）」を縮めた「こちろう」。
地元（宮崎県都城市）で祖父が畜産業を営んでいたこともあり、小さな頃から牛の世話を手伝ってきた。小学生の頃からは畜産業界に憧れを抱き、中学卒業後は都城農業高校へ進学。さらに高校卒業後は専門的に勉強するため、東海大学農学部応用動物科学科に入学した。同大学では九州キャンパス硬式野球部で野球を続け、3年秋に九州大学野球選手権3回戦で敗退した際には「今のレベルではまだまだプロに行けるような力はない。今は畜産を目指す気持ちの方が大きいです」と話していたが、翌2024年にドラフト指名を受け、「今は野球だけで、野球を引退してからも畜産はできると思うので、未練はないです」と話した。
牛をこよなく愛し、グラブのウェブにも牛のデザインが施されている。

## 詳細情報

### 記録
初記録
- 初登板・初先発登板：2025年6月21日、対横浜DeNAベイスターズ2回戦（横浜スタジアム）、2回3失点で敗戦投手[20]
- 初奪三振：同上、2回裏に京田陽太から空振り三振

その他の記録
- プロ一年目かつプロ初登板・初先発で三者連続の本塁打被弾：同上、牧秀悟、筒香嘉智、戸柱恭孝の三者連続 ※史上2人目、新人では史上6人目、パ・リーグ新人史上初[21]

### 背番号
- 64（2025年[16] - ）